# Marthe Richard
Marthe Richard, nascuda Betenfeld (Blâmont, 15 d'abril de 1889 - París, 9 de febrer de 1982) va ser una prostituta i espia al servei del Govern francès. Posteriorment es va dedicar a la política i va treballar per la prohibició dels bordells.

## Biografia
Marthe neix al si d'una família modesta a la ciutat francesa de Blâmont. Als catorze anys entra com a aprenent de sastre a Nancy però el 1905 ja exercia la prostitució. Després que un soldat la acusés d'haver-li contagiat la sífilis, es va veure obligada traslladar-se a Paris el 1907. Allà va conèixer Henri Richer, un ric industrial que treballava a Les Halles de París, amb qui, pocs mesos més tard es casaria.
A poc de casar-se Marthe va anar amb Henri a una de les demostracions de Wilbur Wright a Auvours on va sentir, per primer cop, la passió pel vol. A partir d'aquest moment van anar a totes les trobades i festivals aeris d'Issy-les-Molineaux, Buc, Juvisy i Vilacoublay. En aquesta última població, a l'escola Astra, va seguir uns cursos accelerats d'aviació fent el seu primer vol el gener de 1913 i aconseguint la llicència, amb el número 1369, el 23 de juny d'aquell mateix any. Al cap de poc temps, va afirmar davant la premsa que havia fet el rècord femení cobrint el recorregut de Le Crotoy – Zúric en avió quan en realitat tan sols havia volat una petita part a l'nici i al final del trajecte transportant en tren l'avió la resta del recorregut. Henri va comprar un biplaça Caudron G3 amb el qual Marthe va perfeccionar el seu vol amb la intenció d'iniciar una carrera professional. A partir d'aquest moment va participar en algunes trobades com la de Nantes els dies 27 i 28 de juliol, la de Château-Gontier, el 17 d'agost o la de Pornic, el 21 d'aquell mes fins que, el 31 d'agost, va patir un accident greu a La Roche-Bernard que la va tenir en coma tres setmanes i amb una convalescència llarga i dolorosa.

## Espionatge
L'any 1914, amb l'inici de la Primera Guerra Mundial, participa en la fundació de L'Union patriotique des aviatrices françaises ("Unió Patriòtica de les dones aviadores") juntament amb Raymonde de Laroche, Marie Marvingt, Jeanne Herveu, Jeanne Pallier i Hélène Dutrieu i el 1916 Henri mor al front.
Mentre continuava amb els tràmits al Ministeri de l'Aire per aconseguir un permís de vol coneix a Zozo, un pilot rus que li presenta al capità George Ladoux, qui li proposa ingressar al servei secret. Sota el codi S 32 Alouette, Richard es fa espia sota les ordres de Ladoux. A la fi de juny de 1916, Marthe arriba a Sant Sebastià, on s'allotjaria al hotel Continental i on va conèixer un oficial de la marina alemanya que havia estat agregat a l'Ambaixada francesa. Aquest li va donar una bestreta i unes instruccions de la informació que havia d'aconseguir així com, la manera de comunicar aquesta informació. Havia de dissoldre uns quants granets d'un producte (collargolium) en una cullerada d'aigua i enviar els informes escrits amb la tinta resultant. Així Marthe acabava de descobrir el secret de la tinta invisible utilitzada pels alemanys. Com a part de les seves tasques viatja a Madrid per fer-se dona de claus del Baró Hans Von Krohn, el cap de la Armada alemanya a Madrid i així aconseguir informació sobre els moviments dels vaixells alemanys i detalls sobre el pla Tirpitz. Durant aquesta època s'allotja a l'Hotel Ritz i també aconsegueix informació sobre un pla per bombardejar la costa del país Basc-Francés. Al tornar a França descobreix que el capità Ladoux era un agent doble i que havia estat arrestat.
Després de l'armistici Marthe va recórrer França a bord d'un Potez 43, aconseguit gràcies al Ministeri de l'Aire per donar conferències en benefici dels pilots retirats. El 15 de maig de 1926 es casa per segona vegada amb Thomas Crompton, el director financer de la Fundació Rockefeller i patró de la restauració del castell del Petit Trianon a Versalles. Thomas mor de forma inesperada l'any 1928 a Ginebra, i Marthe es trasllada a Bougival on viu luxosament en una mansió.
És en aquesta època quan el seu antic cap el capità Ladoux surt de la presó i publica les seves memòries fictícies en un llibre titulat: Memoires, que va ser publicat el 1930. El volum que tracta de Richard és principalment una invenció i Marthe li reclama, sense èxit, part dels royalties de l'obra. Finalment, sota el pseudònim de Richard publica les seves memòries, La meva vida al servei de l'espionatge francès (adaptades a una pel·lícula el 1937), convertint-se automàticament en un best seller i ella en una heroïna. Sota la pressió dels mitjans de comunicació, Édouard Herriot, primer ministre francès, qui en aquella època era el seu amant, va donar a la vídua Marthe Crompton la Légion d'honneur per Afers exteriors.
Durant la Segona Guerra Mundial va col·laborar amb la resistència francesa instal·lant-se a Vichy a les ordres del comandant Fleury. A causa del seu coratge la va fer ser tant admirada a França com odiada pels seguidors del Tercer Reich. Malgrat això, va aconseguir contactar amb alguns membres de la Gestapo, incloent a François Spirito.

## Carrera política
Després de l'alliberament de França va ser escollida regidora de París i va començar una campanya per la prohibició dels prostíbuls, primer a un arrondisement i, un cop provat, a tota França. El diputat Pierre Dominjon va presentar un projecte de llei que finalment va ser aprovat amb el nom de llei Marthe Richard, tancant-se més de mil bordells per tot el país. Un cop comprovats els efectes de la llei, que van propiciar i enfortir el desenvolupament del proxenetisme, Richard es va adonar que el text, originàriament pensat per aconseguir acabar amb la prostitució, estava tenint l'efecte contrari. Fins a la seva mort al 1982 Marthe va intentar, en va, derogar la seva pròpia llei.